# Führung durch Selbstführung
Führung durch Selbstführung ist ein psychologischer Führungsansatz, der von den US-amerikanischen Führungsforschern Charles Manz und Henry Sims geprägt wurde. Hauptmerkmale von Führung durch Selbstführung sind die flächendeckende Verbreitung von Führung, Macht und Verantwortung in einer Organisation sowie das Unterstützen von Eigeninitiative und Selbständigkeit der Mitarbeiter.

## Begriffsentstehung
In der englischsprachigen Originalliteratur wird Führung durch Selbstführung als Superleadership bezeichnet. Der Psychologe Günter F. Müller prägte als deutsche Übersetzung den Begriff Führung durch Selbstführung.

## Diagnostik
Zur Diagnostik von Führung durch Selbstführung liegt für den deutschen Sprachraum der Fragebogen zur Erfassung des Ausmaßes an Führung durch Selbstführung (FFdSF) vor. Dieser besteht aus zwei Skalen: der Skala „Coaching & kommunikative Unterstützung“ (Beispielitem: „Meine Führungskraft äußert sich positiv, wenn ich Situationen herstelle, in denen die Arbeit Spaß macht.“) und der Skala „Förderung von Freiräumen und Eigenverantwortung“ (Beispielitem: „Meine Führungskraft gestattet, dass ich in meinem Arbeitsbereich selbstständig Entscheidungen treffe.“).